# 京都文教短期大学
京都文教短期大学（きょうとぶんきょうたんきだいがく、英語: Kyoto Bunkyo Junior College）は、京都府宇治市槇島町にある私立短期大学。1904年に高等女学校として創立、1960年短期大学設置。略称は文短。

## 概観

### 大学全体
- 京都府宇治市に所在する日本の私立短期大学で、設置主体は学校法人京都文教学園[1]。
- 1960年に家政学園短期大学として開学。のちに増設により最大で3学科7専攻とかなりの規模を擁していたが、1996年度以降は、2学科5専攻さらに、3学科→2学科と縮小が目立っている。
- 2025年度の入学生を最後に[注釈 1]、短期大学としての使命を終えることが決定した。

### 建学の精神（校訓・理念・学是）
- 京都文教短期大学における建学の精神は「仏教精神を礎とした人間教育」となっている。

### 教育および研究
- 京都文教短期大学には、ライフデザイン学科と食物栄養学科と幼児教育学科がある。前者では栄養士、後者では保育者を養成するためのカリキュラム構成となっている。
- 一般教育科目には、「仏教学入門」・「仏教と人間」など仏教に関する科目がある。
- 1991年度よりカナダでの海外短期留学が行われている。

### 学風および特色
- 京都文教短期大学は、浄土宗に則った思想をベースとしている。

## 沿革
- 1904年
  - 高等女学校が創設される。
- 1945年
  - 京都女子厚生専門学校に改組。
- 1960年
  - 1月20日 左記を以て文部省[注 2]より短期大学の設置が認可される[3]。
  - 4月1日 家政学園短期大学（かせいがくえんたんきだいがく）として以下の学科体制にて開学[注 3]。
    - 家政科 入学定員40名

  - 5月1日 学生数[6]/定員
    - 家政科 50[注釈 2]/40
- 1961年
  - 5月1日 学生数[7]/定員
    - 家政科 100[注釈 2]/80

  - 10月1日 京都家政短期大学（きょうとかせいたんきだいがく）に改称[注 4]。
- 1962年
  - 3月23日 専攻科の設置が認められ、以下の課程を設ける[9]。
    - 家政専攻 入学定員10名

  - 4月1日 以下の学科を増設する[10]。
    - 服飾意匠科 入学定員30名

  - 5月1日 学生数[11]/定員
    - 家政科 110[注釈 2]/80
    - 服飾意匠科 35[注釈 2]/30
- 1963年
  - 5月1日 学生数[12]/定員
    - 家政科 124[注釈 2]/80
    - 服飾意匠科 66[注釈 2]/60
- 1966年
  - 4月1日 以下の学科を増設する[13]。
    - 幼児教育科 入学定員80名

  - 5月1日 学生数[14]/定員
    - 家政科 313[注釈 2]/80
    - 服飾意匠科 203[注釈 2]/60
    - 幼児教育科 142[注釈 2]/80
- 1967年
  - 1月30日 家政科のキャンパスを京都府京都市左京区から宇治市へ全面移転[注 5]
  - 4月1日 学科の入学定員を以下の通り増員する[注 6]。
    - 家政科 40→150[注 7]
    - 服飾意匠科 30→100

  - 5月1日 学生数[21]/定員
    - 家政科 495[注釈 2]/190
    - 服飾意匠科 238[注釈 2]/130
    - 幼児教育科 324[注釈 2]/160
- 1968年
  - 5月1日 学生数[22]/定員
    - 家政科 561[注釈 2]/300
    - 服飾意匠科 230[注釈 2]/200
    - 幼児教育科 375[注釈 2]/160
- 1969年
  - 4月1日 学科名を以下の通り改称[注 8]
    - 家政科→家政学科[注 9]
    - 服飾意匠科→服飾意匠学科
    - 幼児教育科→幼児教育学科
- 1970年
  - 4月1日 服飾意匠学科を以下の通り専攻分離する[注 10]。
  - 服飾専攻 入学定員50名[注釈 3]
  - 意匠専攻[注 11]入学定員50名[注釈 3]
  - 5月1日 学生数[31]/定員
    - 家政科 469[注釈 2]/300
    - 服飾意匠科 190[注釈 2]/200
    - 幼児教育科 353[注釈 2]/160
- 1971年
  - 4月1日 この年度の入学生より幼児教育学科を児童教育学科に改組し、なおかつ以下の課程を設ける[注 12]。
    - 初等教育専攻[注釈 4]
    - 幼児教育専攻[注 13][注釈 4]

  - 5月1日 学生数[36]/定員
    - 家政学科 461[注釈 2]/300
    - 服飾意匠学科 315[注釈 2]/200
    - 児童教育学科 372[注釈 2]/180[注 14]
- 1972年
  - 5月1日 学生数[37]/定員
    - 家政学科 386[注釈 2]/300
    - 服飾意匠学科 355[注釈 2]/200
    - 児童教育学科 545[注釈 2]/200
- 1973年
  - 4月1日 児童教育学科幼児教育専攻の入学定員を変更50→150に増員[注 15]。
  - 5月1日 学生数[42]/定員
    - 家政学科 411[注釈 2]/300
    - 服飾意匠学科 408[注釈 2]/200
    - 児童教育学科 629[注釈 2]/300
- 1974年
  - 4月1日 家政学科を以下の通り専攻分離する[43]。
    - 生活科学専攻 入学定員50名[注釈 5]
    - 食物栄養専攻 入学定員100名[注釈 5]
- 1975年
  - 4月1日 児童教育学科初等教育専攻の入学定員を50→100に増員[注 16]。
  - 5月1日 学生数[47]/定員
    - 家政学科 475[注釈 2]/300
    - 服飾意匠学科 337[注釈 2]/200
    - 児童教育学科 835[注釈 2]/450
- 1976年
  - 4月1日 学科の入学定員増を以下の通り行う[注 17]。
    - 児童教育学科幼児教育専攻 150→200
    - 家政学科生活科学専攻 50→100
    - 服飾意匠学科服飾専攻 50→100

  - 5月1日 学生数[51]/定員
    - 家政学科 525[注釈 2]/350
    - 服飾意匠学科 363[注釈 2]/250
    - 児童教育学科 953[注釈 2]/550
- 1977年
  - 5月1日 学生数[52]/定員
    - 家政学科 508[注釈 2]/400
    - 服飾意匠学科 370[注釈 2]/300
    - 児童教育学科 993[注釈 2]/600
- 1979年
  - 4月1日 専攻科に以下の課程を増設する[53]。
    - 児童教育学専攻 入学定員30名[注 18]
- 1980年
  - 4月1日 京都文教短期大学に名称変更[54]。
  - 5月1日 学生数[55]/定員
    - 家政学科 529[注釈 2]/400
    - 服飾意匠学科 418[注釈 2]/300
    - 児童教育学科 1,022[注釈 2]/600
- 1985年
  - 5月1日 学生数[56]/定員
    - 家政学科 497[注釈 2]/400
    - 服飾意匠学科 374[注釈 2]/300
    - 児童教育学科 786[注釈 2]/600
- 1986年
  - 5月1日 学生数[57]/定員
    - 家政学科 539[注釈 2]/400
    - 服飾意匠学科 421[注釈 2]/300
    - 児童教育学科 849[注釈 2]/600
- 1987年
  - 5月1日 学生数[58]/定員
    - 家政学科 608[注釈 2]/400
    - 服飾意匠学科 527[注釈 2]/300
    - 児童教育学科 968[注釈 2]/600
- 1991年
  - 4月1日 以下の学科・専攻について入学定員増を行う[注 19]。
    - 家政学科生活科学専攻 100→180
    - 服飾意匠学科
      - 服飾専攻 100→160
      - 意匠専攻 50→60

  - 5月1日 学生数[63]/定員
    - 家政学科 651[注釈 2]/480
    - 服飾意匠学科 545[注釈 2]/370
    - 児童教育学科 986[注釈 2]/600
- 1992年
  - 4月1日 家政学科に以下の課程を増設する[注 20]。
    - 生活文化専攻 入学定員100名[注 21]

  - 5月1日 学生数[注 22]/定員
    - 家政学科 681[注釈 2]/560
    - 服飾意匠学科 541[注釈 2]/440
    - 児童教育学科 953[注釈 2]/600
- 1995年
  - 4月1日 以下の学科については、この年度で学生募集を最終とする[注 23]。
    - 服飾意匠学科
      - 服飾専攻[注釈 6]
      - 意匠専攻[注釈 6]

  - 5月1日 学生数[71]/定員
    - 家政学科 667[注釈 2]/560
    - 服飾意匠学科 480[注釈 2]/440
    - 児童教育学科 744[注釈 2]/600
- 1996年
  - 4月1日 児童教育学科の各専攻について、以下の通り減員する[68]。
    - 初等教育専攻 100→50
    - 幼児教育専攻 200→160

  - 5月1日 学生数[72]/定員
    - 家政学科 656[注釈 2]/560
    - 服飾意匠学科 208[注釈 2]/220
    - 児童教育学科 608[注釈 2]/510
- 1997年
  - 5月1日 学生数[73]/定員
    - 家政学科 679[注釈 2]/560
    - 児童教育学科 533[注釈 2]/420
- 1998年
  - 5月1日 学生数[74]/定員
    - 家政学科 690[注釈 2]/560
    - 児童教育学科 540[注釈 2]/420
- 1999年
  - 5月1日 学生数[75]/定員
    - 家政学科 685[注釈 2]/560
    - 児童教育学科 556[注釈 2]/420
- 2000年
  - 4月1日 以下、入学定員減を行う[76]。
    - 家政学科
      - 生活科学専攻 80→70
      - 生活文化専攻 100→80
- 2003年
  - 4月1日 以下の学科については、この年度で学生募集を最終とする[注 25]。
    - 家政学科生活文化専攻[注 26]
- 2004年
  - 1月 平成16年度大学入試センター試験参加短期大学の1校となる[81][82]。
  - 4月1日 この年度の入学生より、家政学科生活科学専攻を人間生活専攻に改組される[注 27]。
- 2006年
  - 4月1日 この年度における出来事を以下、列挙する[注 28]。
    - 児童教育学科幼児教育専攻の入学定員を160→200に増員。
    - 以下については、この年度で学生募集を最終とする[注 29]。
      - 児童教育学科初等教育専攻[注 30]
- 2009年
  - 4月1日 学科及び専攻の改称を以下の通り行う[注 31]。
    - 家政学科
      - 人間生活専攻→健康生活デザイン専攻
      - 児童教育学科幼児教育専攻→幼児教育学科幼児教育専攻[注 32]
- 2010年
  - 4月1日 この年度における出来事を以下、以下の学科については、この年度で学生募集を最終とする[注 33]
    - 家政学科健康生活デザイン専攻[注 34]。
- 2011年
  - 4月1日 以下、学科名の改称あり[注 35]。
    - 家政学科→ライフデザイン学科
    - 家政学科食物栄養専攻→食物栄養学科[注 36]
- 2014年
  - 1月 平成26年度大学入試センター試験参加短期大学の1校となる[96]。
- 2015年
  - 1月 平成27年度大学入試センター試験参加短期大学の1校となる[97]。
- 2016年
  - 1月 平成28年度大学入試センター試験参加短期大学の1校となる[98]。
  - 4月1日 幼児教育学科幼児教育専攻を幼児教育学科に統合される[注 37]。
- 2018年
  - 4月1日 以下、学科の入学定員について変更あり[注 38]。
    - ライフデザイン学科 50→80
    - 食物栄養学科 120→100
    - 幼児教育学科 250→240
- 2019年
  - 4月1日 幼児教育学科の入学定員を240→150に減員[注 39]。
- 2021年
  - 4月1日 食物栄養学科の入学定員を100→70に減員[105]。
- 2022年
  - 4月1日 以下の学科については、この年度で学生募集を最終とする[注 40]。
    - 食物栄養学科[注 41]
- 2023年
  - 4月1日 この年度の入学生よりライフデザイン学科をライフデザイン総合学科に改組される[注 42]。
- 2025年
  - 4月1日 この年度で短期大学としての学生募集を最終とする[注釈 1]。

## 基礎データ

### 所在地
- 京都府宇治市槇島町千足80

### 交通アクセス
- 最寄りは近鉄京都線向島駅。同駅からは、スクールバスが運行されている。

### 象徴
- ホームページほか右記資料も参照のこと[注 43]。

## 教育および研究

### 組織

#### 学科
- ライフデザイン総合学科 入学定員100名
- 幼児教育学科 入学定員150名

##### 過去の学科体制
- 家政学科
  - 生活科学専攻→人間生活専攻→健康生活デザイン専攻 入学定員70名[注 44]
  - 生活文化専攻 入学定員80名[注 45]
  - 食物栄養専攻→食物栄養学科 入学定員70名[注釈 7]
- 服飾意匠学科
  - 服飾専攻 入学定員160名[注釈 8]
  - 美術デザイン専攻 入学定員60名[注釈 8]
- 児童教育学科
  - 初等教育専攻 入学定員50名[注 46]
  - 幼児教育専攻→幼児教育学科

#### 専攻科
- かつては以下の専攻課程を置いていた。
  - 家政専攻[注釈 9]
  - 児童教育学専攻[注釈 9]

#### 別科
- なし

##### 取得資格について
資格
- 保育士：幼児教育学科にて取得できる。
- 栄養士：食物栄養学科及び家政学科食物栄養専攻[注 47]

教職課程
- 幼稚園教諭二種免許状：幼児教育学科にて取得できる[注 48]
- 栄養教諭二種免許状：食物栄養学科にて[注 49]
- 小学校教諭二種免許状：児童教育学科にあった初等教育専攻にて設置されていた[116]。
- 中学校教諭二種免許状[注 50]
  - 家庭：家政学科生活科学専攻、服飾意匠学科服飾専攻にて設置されていた[30]。
  - 美術：かつてあった服飾意匠学科意匠専攻に設置されていた[30]。

#### 附属機関
- エクステンションセンター
- 京都文教短期大学図書館：所蔵数はおよそ110,000冊。

### 研究
- 『京都家政短期大学研究紀要』[118]
- 『京都文教短期大学研究紀要』[119]

## 学生生活

### 部活動・クラブ活動・サークル活動
- 京都文教短期大学のクラブ活動
  - 体育系：弓道・テニス・スキー・ソフトボール・バスケットボール・バドミントン・バレーボール・ラクロス・陸上競技などがある。
  - 文化系：演劇・華道・茶道・写真・手話などがある。

### 学園祭
- 京都文教短期大学の学園祭は例年、10月に行われる。

## 大学関係者と組織

### 大学関係者組織
- 京都文教短期大学には「あおい会」と称される同窓会組織がある。会員数はおよそ30,000人となっている。エクステンションでの公開講座において「あおい講座」を開講したりしている。
- 保護者会なる組織があり、支援金制度を行ったりしている。

### 大学関係者一覧

#### 大学関係者
- 梅田隆司：客員教授

#### 出身者
- 織作峰子 : 写真家、1981年（昭和56年）ミス・ユニバース日本代表

## 施設

### キャンパス
- 現在、キャンパスの一部は京都文教大学と共同使用されているが、設置されている建物は以下の通りとなっている（一部紹介）。
  - 同唱館：およそ1,000人が収容できる礼拝堂となっている。
  - 時習館：2006年11月に新設され、多目的ルームの機能を果たしている[120]。
  - 普照館：情報図書館とマルチメディアコーナーがある。
  - 光暁館：学生課がある。
  - 弘誓館：大講義室があるほか公開講座としても使用される。
  - 至道館：図書館がある。
  - 恵光館：学生食堂がある。
- キャンパスのほぼ中央部には「総願の鐘」があり、本短大のシンボルとされている。その近くにはクスノキが植えられている。
- 「尋源池」がキャンパスの端にあり、夏になればハスの花が咲く。

## 対外関係

### 他大学との協定

#### カナダ
- トンプリン・リバース大学

#### ネパール
- トリブハン大学
- パドマ・カニヤ・カレッジ

#### 日本
- 大学コンソーシアム京都
- 放送大学

### 系列校
- 京都文教大学

## 社会との関わり
- 「子育てシンポジウム」なる公開講座を催している。

## 卒業後の進路について

### 編入学・進学実績
- 系列の京都文教大学ほか、京都教育大学・京都産業大学・京都精華大学・佛教大学・龍谷大学・関西大学・四天王寺大学・関西福祉大学などがある。2007年卒業生の進学率は、人間生活学科人間生活専攻で15%、食物栄養専攻で4%、児童教育学科幼児教育専攻で4%、初等教育専攻で17%となっている

## 附属学校
- 京都文教短期大学附属小学校
- 京都文教短期大学附属家政城陽幼稚園